# Katrin Apel
Katrin Apel (Erfurt, República Democràtica Alemanya, 4 de maig de 1973) és una biatleta alemanya, ja retirada, que destacà entre les dècades del 1990 i del 2000.
Va participar en els Jocs Olímpics d'Hivern de 1998 realitzats a la ciutat de Nagano (Japó), on aconseguí guanyar la medalla d'or en la prova de relleus 4x7,5 km i la medalla de bronze en la prova de 7,5 km. esprint. En els Jocs Olímpics d'Hivern de 2002 realitzats a Salt Lake City (Estats Units) aconseguí revalidar la medalla d'or en la prova de relleus 4x7,5 km, a més de finalitzar setena en els 10 km. persecució, dotzena en els 7,5 km. esprint i divuitena en els 15 quilòmetres. En els Jocs Olímpics d'Hivern de 2006 realitzats a Torí (Itàlia) aconseguí guanyar la medalla de plata en la prova de relleus 4x6 km., a més de finalitzar onzena en els 10 km. persecució i vint-i-dosena en els 7,5 km. esprint.
Al llarg de la seva carrera ha guanyat nou medalles en el Campionat del Món de biatló, destacant els seus tres ors (relleus 4x7,5 km.: 1996, 1997 i 1999).
Es retirà el 2007, després de no ser seleccionada per prendre part al Campionat del Món.